# Nicolas Vlavianos
Nicolas Vlavianos (Atenas , 1929) es un escultor griego, residente en Brasil desde 1961.

## Datos biográficos
Comenzó su formación artística en Atenas, donde estudió pintura. En 1956, se trasladó a París, donde participó en varias exposiciones. En 1960 se trasladó a Sao Paulo donde asistió a la VI y IX Bienal. En 1966 expuso en el Museo de Arte Moderno de Río de Janeiro.
En Sao Paulo se encuentran las obras: Árbol, 1976, ubicada en la Fundación Armando Alvares Penteado; Nuvem sobre a Cidade, de 1978, situada en la Praça da Sé; y progreso, de 1993, instalada en el Largo do Arouche.
Es profesor de la Facultad de Filosofía y Letras de la FAAP y miembro de la Junta de "ISC- Centro Internacional de Escultura o International Sculpture Center", con sede en Washington D. C.. Sus obras se encuentran dispersas en numerosas colecciones privadas e instituciones, incluyendo el Museo de Arte Moderno de São Paulo y el Ministerio de Educación de Grecia.